# Polityka rolna

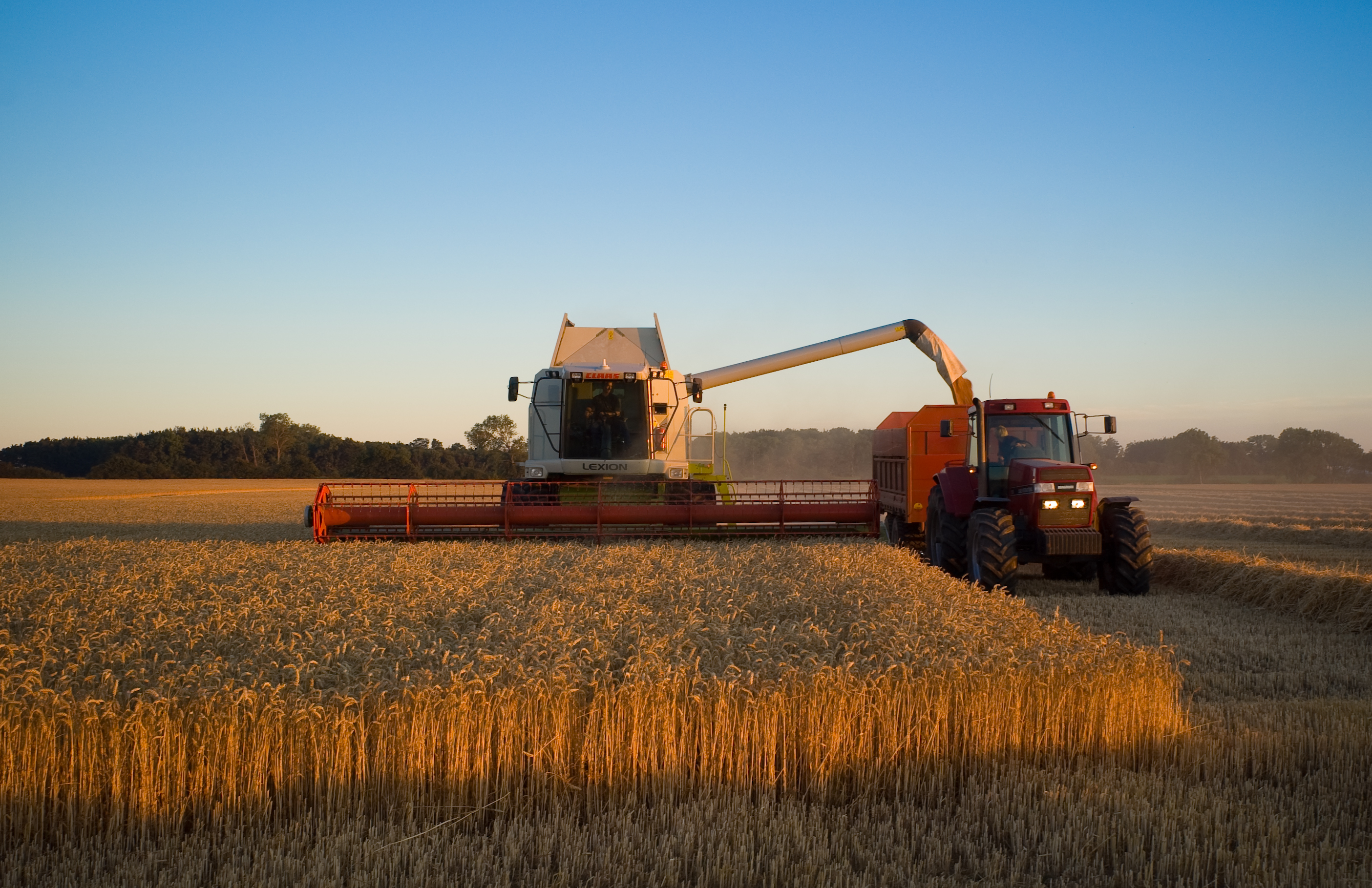
Uprawa wielkoobszarowa

Polityka rolna – dziedzina polityki mikroekonomicznej określająca zespół środków, regulacji i działań państwa mających na celu kształtowanie rozmiarów produkcji rolnej i utrzymanie jej opłacalności, kreowanie przeobrażeń agrarnych zmierzających do koncentracji i specjalizacji w rolnictwie, przyspieszanie postępu technicznego i agrotechnicznego warunkującego efektywność rolnictwa oraz wpływanie na procesy demograficzne na wsi. Polityka ta pełni dwie zasadnicze funkcje: ochronną i stymulującą rozwój, co znajduje wyraz w protekcjonizmie i interwencjonizmie władz państwowych wobec rolnictwa.

## Metody interwencji
Stosowane na rynku rolnym metody interwencji w najbardziej ogólnym podziale to:
- interwencja przez konkurencją zewnętrzną – realizowana jest głównie przez cła nakładane na importowane towary, opłaty wyrównawcze, regulacje ilościowe przywozu oraz dotacje do eksportu. Cło, podwyższając cenę produktu zagranicznego na rynku krajowym, ułatwia podjęcie z nim konkurencji przez produkcję rodzimą. Opłaty wyrównawcze są wprowadzane dla wyrównania różnic między względnie niską ceną zagraniczną a względnie wysoką ceną na rynku wewnętrznym. Podwyższając cenę towaru zagranicznego, wypływają na zmniejszenie importu, zastępując bądź uzupełniając cła. System ograniczeń ilościowych importu chroni krajowych producentów przed konkurencją z zagranicy. Metody te, chociaż chronią wewnętrzny rynek produktów rolnych mogą mieć też negatywne konsekwencje jak wzrost cen wewnętrznych, co prowadzić może do wzrostu wydatków konsumpcyjnych, zmniejszenia popytu i zmniejszenia samej konsumpcji.
- interwencja na rynku wewnętrznym – realizowana jest głównie przez stosowanie cen gwarantowanych, po których instytucje interwencyjne skupują produkty rolne, gdy rynkowa cena spadnie poniżej ich poziomu. W połączeniu z ceną gwarantowaną stosuje się często limity wielkości produkcji, które stanowią formę administracyjnego ograniczania produkcji. Metodą stabilizowania podaży artykułów rolnych są również zapasy „buforowe”, gromadzone w okresach wielkiego urodzaju, będące swego rodzaju pulą interwencyjną na wypadek nieurodzaju, które zapobiegać mają zwyżce cen produktów rolnych. Regulowaniu podaży produktów rolnych i stabilizowaniu dochodów w rolnictwie służą jeszcze kredyty umożliwiające rolnikom magazynowanie nadwyżek i wstrzymywanie się ze sprzedażą produktów rolnych do czasu zwyżki cen oraz subwencje, stosowane do produktów, środków produkcji i do konsumpcji, które odgrywają często istotne znaczenie dla przyspieszenia postępu technicznego oraz modernizacji rolnictwa (np. subwencjonowanie takich przedsięwzięć jak: melioracje, budowa silosów, rekultywacja gruntów).

Do przedstawionych sposobów oddziaływania na rynek rolny należy dołączyć również te, których celem jest przeciwdziałanie odpływowi ludności ze wsi. Zaliczyć do nich można pomoc dochodową, ulgi podatkowe, a także system zabezpieczenia socjalnego rolników. Obecnie jednym z elementów polityki rolnej są dotowane z budżetu państwa ubezpieczenia upraw rolnych.